# 里正
里正（りせい）とは、古代中国および近代以前日本の役職名である。時代により内実に差異があるが、おおよそ民の最上位もしくは官の最下位を行き来し、あるいは官民境界線上にいた役職である。江戸時代の庄屋の原型となり、また、庄屋の別名としても使われた。

## 概要
この制度は古代中国に始まり、中国では春秋時代～明時代に使われた。日本でも奈良時代に隋・唐から導入した。国・地域・時代により内実に差異があり、後の村長に近い里の長である場合もあれば、長の補佐役あるいは里役人の場合もあり内実様々である。その後は江戸時代の庄屋の原型となり、まだ庄屋の代名詞としても使われたが藩によっては若干扱いが違う。明治に入り庄屋を廃止し代りに里正が設置されたが、すぐに廃止され、その後使われなくなった。

## 中国
古代中国の制度で、起源ははっきりしないが『韓非子』に里正を罰した逸話があることから春秋戦国時代以前から存在していた可能性がある。確認できる限りの里制度の始まりは周であり、当時は八家で共同耕作し、この共同耕作地（井田制）をもって1つの「里」と『孟子』は記載している。これがどの程度機能していたか、また、里正に該当する役職が存在していたかははっきりしない。はっきりと現れてくるのは秦・漢の時代からである。秦の時代では、里正（里典）などが存在し、里が戸籍を作る基層となっていた。また、秦時代の政策は苛烈で、犯罪を見つけても告発せず、隠蔽した場合は連座となるなど厳しいものだったで盗鋳銭の連坐において「同居と里正・里典・田典・伍人が犯罪を告発しなかったことを条件に、贖耐（金十二両の納入）または罰金四両を科す規定を特記」 しており、里正と別に、里典や田典、伍人などの役職が設けられ、不正時の連座処罰の対象となっており、後世の里正とずいぶん異なる厳しい状況であったのが窺える。これらの状況が変わるのは劉邦が登場してからで、父老たちを集めて「父老が秦の苛酷な法に苦しんだのは，まことに久しいあいだであった。……父老たちと約束しよう，法は三章だけだ。すなわち，人を殺したものは死刑，人を傷つけたもの，および盗みをはたらいたものは，それ相応の刑にする。その他はいっさいの秦の法を除去しよう」 と宣言し、父老の支持を受けて天下を取った。里正の上司が亭長その上役が父老である。さらには、「郷の三老董公なる人物が、漢王劉邦を道にさえぎってこれに説き、まず義帝の喪を発して天下に呼びかけ大義名分を明らかにし、これを根拠として項羽を討つことを勧めたという。それだけの権威と影響力を持っていた」と、父老よりさらに上位の立場とは言え、王に意見する立場になっており、三老-父老-亭長（または郷）-里正らの処遇が変わっているのが窺える。これ以降、里正らは連座など処罰の対象者から、三老らの系統からの道徳教育のルートとなっていき、唐代に入ると「里正は毎年はじめに戸主みずから作成した戸口と田宅を申告した」 とあり、戸籍の作成に関与しており、文字の読み書きができる状態であるのが窺える。この漢代前半までは、官僚制度と民間制度に分けると、民側であり、里正は住民代表であり、民の最上位であったが、漢代の中ごろから地方の官僚機構に組み込まれ、最下位の官、役人とみなされるようになり、治安維持や納税実務の責務を負うようになっていく。また、里正の範囲も変わり、古代中国（井田制）では8家だったものが、春秋～春秋戦国時代には25戸、80戸などに替わり、漢～唐時代には100戸となり、明代にはいると110戸となった。

## 日本

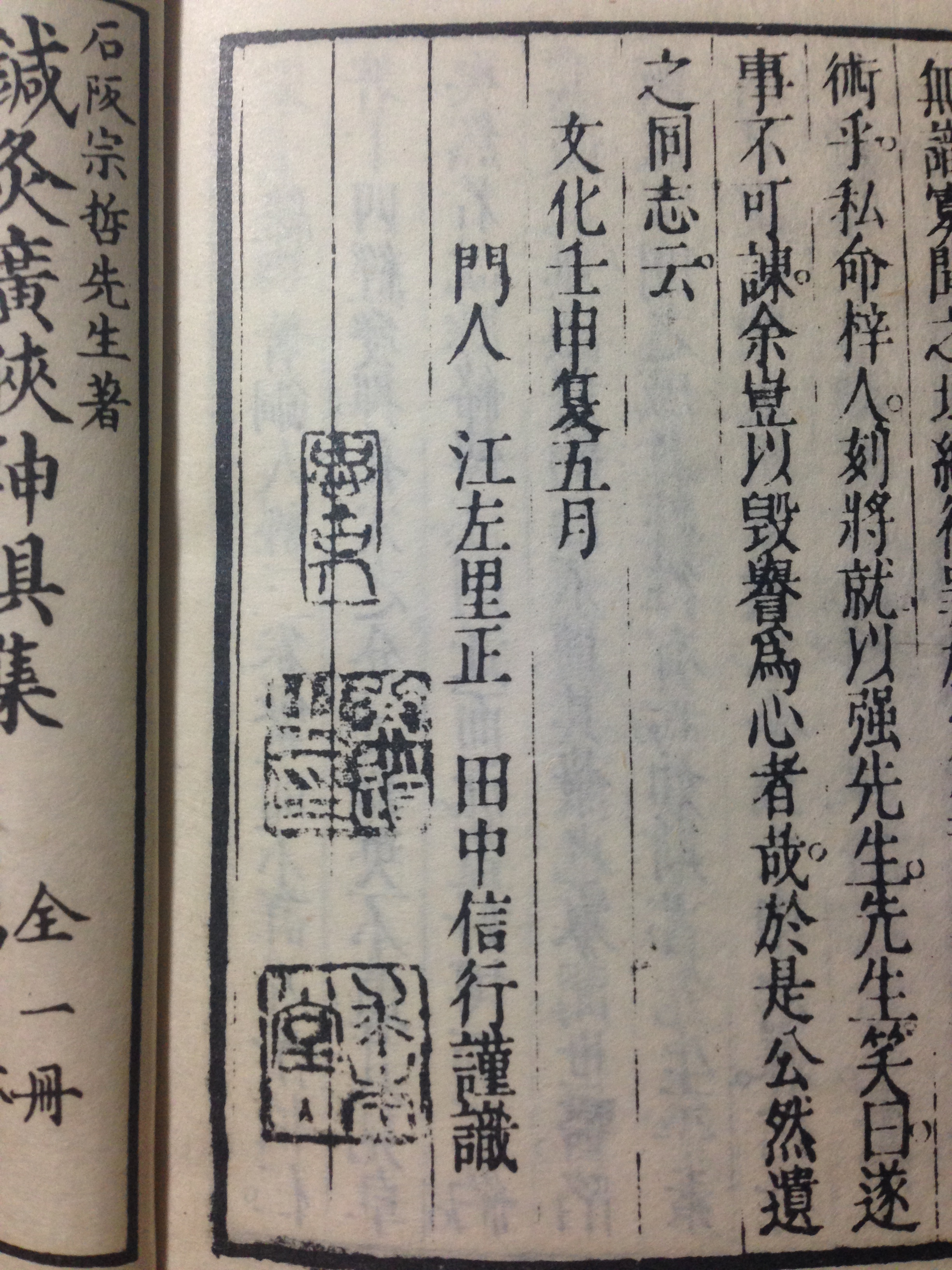
江戸時代の書物に出てくる里正。

日本は奈良時代に隋・唐を手本に導入され、里正は里長と名前を改め、戸数も50戸で実施されたが、すぐに里長は郷長に改められ、また郷長の下に里正を別途設置した。江戸時代に入ると、里正は廃止される地域と存続する地域に分かれ、廃止された地域では「庄屋」「肝煎」「名主」などを風流に言い換えた唐名としても使われた。なお、里正を廃止しなかった藩では公式に役名が存続したが、庄屋を統括する大庄屋を指していたり、あるいは庄屋と同等であったり、あるいは庄屋の補佐役であったりと、これも藩によって若干の違いがある。明治維新後に庄屋制度が廃止されると、里正にこれを改めたがすぐに廃止されそれ以降使われなくなった。
江戸時代の庄屋などが里正を名乗る場合では、豊かな財力を背景に文化・教養の担い手として登場し、江戸時代の出版物中にそれらを支え支援する存在として出ている。また、漢文などの教養豊かな人々が名乗っていた場合が多いようであり、彼らはその財力と教養を背景に、様々な文化事業、教育事業に参加し、あるいは学び支援した。江戸時代後期石坂宗哲著書の「鍼灸説約」(1811-1812)あとがきには、「門人 江左里正 田中信行識」と書いてあるものがあり、これは「石坂宗哲の門人、江左(地域名)の里正 田中信行が書いた」という意味になる。石坂宗哲は、将軍の鍼医、いわゆる御典医と俗に呼ばれる存在として当時著名であり、当時貴重な書物のあとがきを任されるというのは名誉であり、また、多くを学んだことの証左だった。この様に、江戸時代では教養高い人物が多いようである。また、教養が豊かな影響か、幕末に到ると明治維新の志士として活躍した者も多い。江戸時代の里正は多くが農民階級であったが、一部はみなし武士階級（郷士）、あるいは武士であった。里正出身の著名人として中岡慎太郎などがいる（大里正、武士階級）。